# Katsuo Takaishi
Katsuo Takaishi (japonès: 高石 勝男)  (Osaka, 14 d'octubre de 1906 - 13 d'abril de 1966) va ser un nedador japonès que va competir durant la dècada de 1920.
El 1924 va prendre part en els Jocs Olímpics de París, on va disputar tres proves del programa de natació. Fou quart en els 4x200 metres lliures i cinquè en els 100 i 1.500 metres lliures.
Entre 1924 i 1928 Takaishi va guanyar totes les competicions internacionals en què va competir, excepte en les que va competir contra Johnny Weissmuller. El 1928, als Jocs d'Amsterdam, va disputar quatre proves del programa de natació. Guanyà la medalla de plata en els 4x200 i la de bronze en els 100 metres lliures, mentre en els 400 i 1.500 metres lliures quedà eliminat en sèries. Aquestes medalles foren les primeres aconseguides en natació per un asiàtic.
El 1932, als Jocs de Los Angeles, fou l'entrenador de l'equip japonès masculí, el qual guanyà tots els ors excepte un. Poc després va escriure un llibre, Natació al Japó, que es va publicar el 1935.
Va ser director general de l'equip nacional de natació japonès als Jocs Olímpics d'Estiu de 1964 a Tòquio i president de la Federació de Natació del Japó. Morí el 1968 de càncer de pulmó. El 1991 fou incorporat a l'International Swimming Hall of Fame.